# 黃吻蝴蝶魚
黃吻蝴蝶魚，為輻鰭魚綱鱸形目蝴蝶魚科的其中一種。

## 分布
本魚分布於太平洋區，包括台灣、菲律賓、澳洲、羅德豪島、東加、庫克群島、斐濟、新喀里多尼亞、薩摩亞群島、法屬波里尼西亞等海域。

## 深度
水深2至20公尺。

## 特徵
本魚體呈長圓形，吻尖，體褐色，頸背部具一大黑斑，背鰭、臀鰭為黃色具棕色邊。背鰭硬棘12至13枚、軟條24至27枚；臀鰭硬棘3枚、軟條20至21枚。體長可達18公分。

## 生態
本魚棲息在珊瑚繁盛的對潟湖與臨海礁石包括河口地區的藻類覆蓋的岩石區，常成對出現，屬雜食性，以珊瑚蟲、小型無脊椎動物和藻類為食。

## 經濟利用
色彩鮮豔的觀賞性魚類，不供食用。